# Westinghouse J30

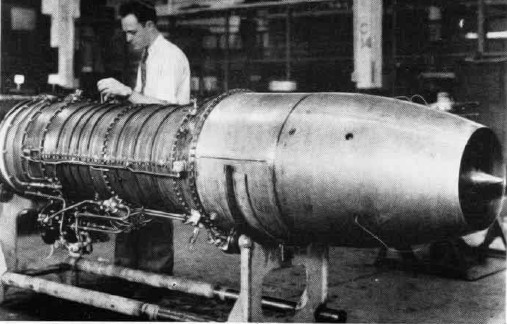
Westinghouse J30 (1947)

Das Westinghouse J30 war ein US-amerikanisches Turbojet-Triebwerk, das ab 1941 im Auftrag des Bureau of Aeronautics der US Navy entwickelt wurde. Zwischen der US Navy und den US Army Air Forces gibt es seit 1946 eine Übereinkunft, dass von der Marine beauftragte Strahltriebwerke gerade Nummern erhalten, während der Luftwaffe ungerade Nummern zugeteilt werden.

## Geschichte
Als einer der größten Dampfturbinenhersteller der Welt wurde die Westinghouse Electric Corporation als eines von drei US-Unternehmen in das Durand Special Committee on Jet Propulsion berufen. Westinghouse stellte dort einen Turbojet-Entwurf vor, der im Juli 1941 positiv beurteilt wurde. Am 8. Dezember 1941 schloss man mit der US Navy einen Vertrag zur Entwicklung des Modells 19A (19 Zoll Durchmesser) ab, das als Startbooster dienen sollte. Unter der Leitung von R. P. Kroon führte ein Team in Philadelphia die Konstruktionsarbeiten in zehn Monaten durch. Das X19A hatte am 19. März 1943 seinen ersten Prüfstandslauf.
Das Triebwerk war das zweite Axial-Strahltriebwerk, das außerhalb Deutschlands entwickelt wurde und die Erste in den USA entwickelte Gasturbine. Der zweite Prototyp wurde im Januar 1944 als Booster unter einer FG-1 Corsair installiert und geflogen. Die sechs gebauten X19A erprobte man anschließend unter verschiedenen Testbedingungen, die von statischen Prüfstandsläufen bis zu Flügen in Höhen über 7000 m und Geschwindigkeiten von 480 km/h reichten. Die verbesserte Variante 19B hatte ihren ersten Flugtest am 28. September 1944 an einer Martin JM-1 Marauder. Bereits im Januar 1944 hatte Pratt & Whitney einen Vertrag zur Herstellung von 500 Exemplaren für die bei Westinghouse umfangreich weiterentwickelte 19XB erhalten. Bei Kriegsende wurde der Auftrag auf 190 Triebwerke gekürzt. Diese 19XB-Ausführung erhielt die Navy-Bezeichnung J30. Am 1. Februar 1945 wurde bei Westinghouse Electric die weitgehend selbständig operierende Abteilung Aviation Gas Turbine Division gegründet.

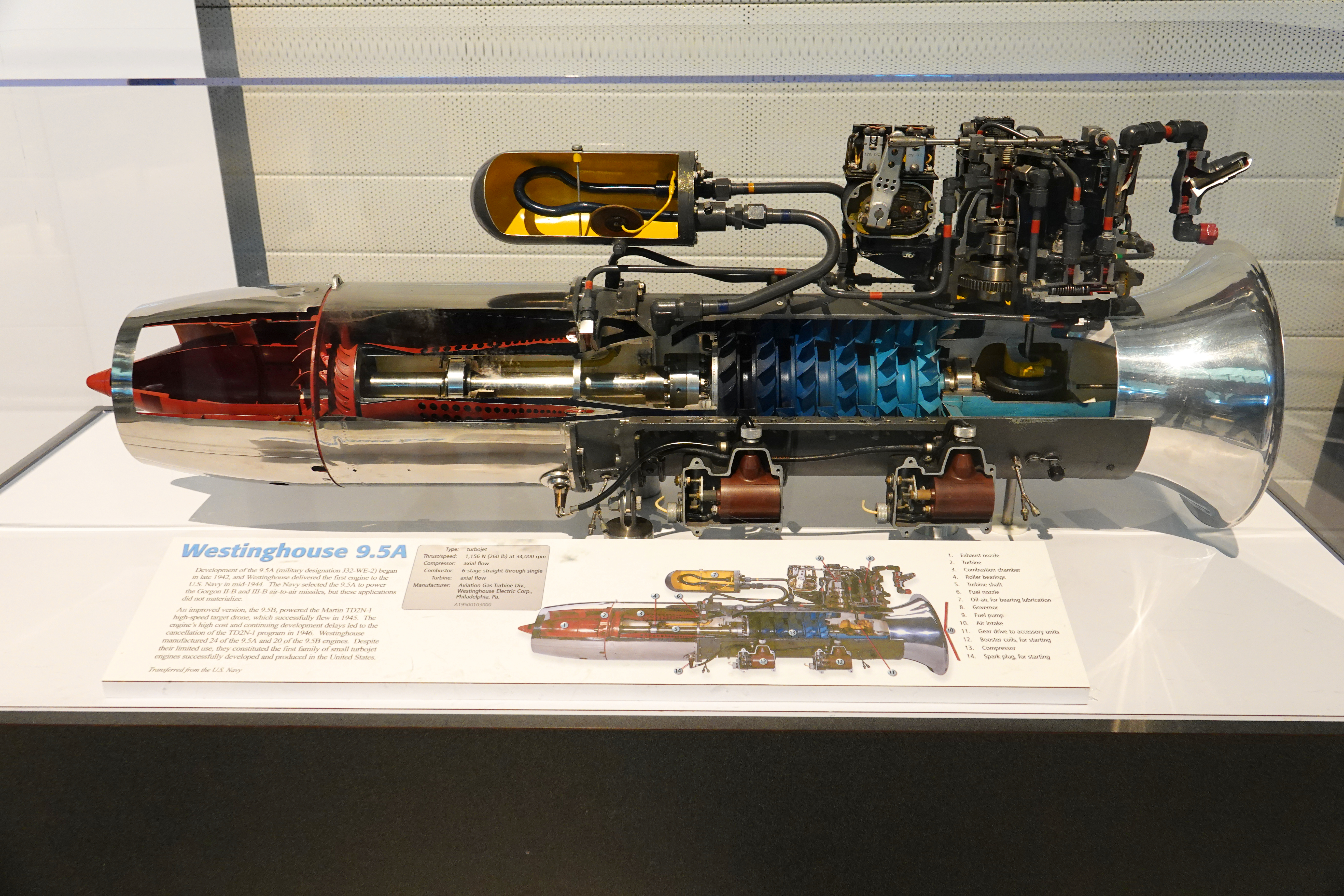
Westinghouse 9.5A (J32)

Weitere Varianten wurden in unterschiedlichen Durchmessern entwickelt. Dazu gehörten die ab Januar 1944 verfügbaren Model 9.5A und B, die hauptsächlich für Lenkraketen und unbemannte Flugzeuge vorgesehen waren, während das J30 konventionellen bemannten Flugzeuge vorbehalten war. Die 9.5A-Variante erhielt die militärische Bezeichnung J32 und wurde erstmals im Juni 1944 erprobt, wobei das J32 einen Standschub von 1,23 kN lieferte. Es ging jedoch wegen der hohen Kosten und dem Vorzug für Raketentriebwerke nicht in die Serienproduktion.
Auch das Model 24C (24 Zoll Durchmesser), das später die militärische Bezeichnung J34 erhielt, gehört zu dieser Entwicklungslinie. Angeblich soll die Bezeichnung J43 anfangs für die Variante XJ30-WE-8 verwendet worden sein. Für diese Annahme gibt es jedoch nur eine verfügbare Quelle.

## Konstruktion
Das J30 besaß einen 10-stufigen Verdichter und entwickelte einen Schub von 1.600 lbf (7,1 kN). Die Erprobung fand mit einer Martin B-26 statt und wurde dann als Antrieb der McDonnell FD-1 (später FH-1) eingesetzt. Von den insgesamt bis 1948 produzierten 261 Exemplaren wurden 130 bei Pratt & Whitney hergestellt.